# Роман, Олег Владиславович
Олег Владиславович Роман (21 сентября 1925, Владивосток, Дальневосточная область — 16 марта 2013) — учёный в области порошковой металлургии. Академик Национальной академии наук Беларуси (1991; чл.-корр. с 1989), доктор технических наук, профессор (1972). Заслуженный деятель науки и техники БССР (1976).

## Биография
Родился во Владивостоке.
Окончил Белорусский политехнический институт (1948) и с 1951 года в нём работал, с 1955 года — заведующий кафедрой порошковой металлургии.
С 1972 года — директор НИИ порошковой металлургии.
В 1980—1993 годах — генеральный директор Белорусского НПО порошковой металлургии.
С 1993 года — советник Белорусского государственного научно-производственного концерна порошковой металлургии.
В 1991—1996 годах — председатель Совета Белорусского республиканского фонда фундаментальных исследований.

## Научная деятельность
Основные темы научных исследований:
- технологии металлов и различных конструкционных материалов,
- теория и практика прессования и формования металлических и неметаллических порошков,
- способы изготовления металлокерамических изделий.

Автор более 350 научных работ, в том числе 8 монографий.

### Избранные труды
- Обработка металлов резанием и станки. — Мн.: Вышэйшая школа, 1970 (совм. с А. А. Левенцовым, И. Ф. Шелковским).
- Справочник по порошковой металлургии: Порошки, материалы, процессы. — Мн.: Беларусь, 1988 (совм. с И. П. Габриеловым).
- Актуальные проблемы порошковой металлургии. — М.: Металлургия, 1990 (в соавт.).

## Награды
- Лауреат Государственной премии БССР (1980) за разработку и внедрение в народное хозяйство новых пористых материалов и изделий на основе металлических порошков.
- Международная премия имени Дж. Неру (1992). Международная премия Индийской ассоциации порошковой металлургии (2002).
- Награждён орденами Трудового Красного Знамени (1986), Дружбы народов (1981), медалью «За доблестный труд. В ознаменование 100-летия со дня рождения Владимира Ильича Ленина», медалью Франциска Скорины (1995), другими медалями.